# Walter Müller (Turner, 1930)
Walter Müller (* 31. Dezember 1930 in Neunkirchen; † 21. Mai 2021 ebenda) war ein deutscher Kunstturner, der für das Saarland antrat.

## Biografie
Walter Müller stammte aus dem Neunkirchener Stadtteil Sinnerthal, wo er mit seinen Freunden in Nebenräumen von Gaststätten trainierte. Er gehörte als einer von sechs Turnern der Delegation des Saarlandes bei den Olympischen Sommerspielen 1952 in Helsinki an. Müller startete für den Turnverein 1908 Neunkirchen, wo er später auch als Jugendtrainer tätig war.